# Rudy la Scala
Rudy la Scala (Roma, 20 de janeiro de 1954) é um compositor, cantor e produtor musical venezuelano de muito sucesso nas décadas de 1980 e 1990.
Entre suas canções, algumas das mais famosas são: "Mi Vida Eres Tú" e "Volvamos a vivir", que foram interpretadas para a telenovela Cristal, além de "Cuando yo amo", "Porque tú eres la reina", "El cariño es como una flor", "Por qué será", "Vamos a enamorarnos", "Si amas déjalo libre", "Cuando mi amada me ama" e "Cree".
Rudy La Scala é também conhecido no meio musical por seu trabalho como produtor de álbuns e músicas para outros cantores, como por exemplo com os três primeiros álbuns de Guillermo Dávila, "Karina", "Kiara" e "Eu preciso mais de você".
Com 12 discos de platina e 9 de ouro, é considerado o maior sucesso musical da Venezuela, sendo conhecido por seus fãs como "Rei Midas da Música", "Beethoven venezuelano" e "American Idol".

## Infância e adolescência
Quando garoto, sua diversão era cantar e criar canções, anotando as letras em seus cadernos. Em tenra idade, mudou-se para a Venezuela, onde concluiu seus estudos básico e secundário, ao mesmo tempo em que aprendia piano e guitarra.
Aos 15 anos, formou uma banda de rock chamada Explosiones de Goma. Em 1971 estreou como solista com o nome artístico Flávio, fazendo sucesso com a canção "Piensa, Sueña y Rie", que naquele ano foi promovida pelo cantor Bobby Solo.
Em 1974, já com o nome de Rudy La Scala, lançou uma canção de amor em inglês, "Woman" na Venezuela, Brasil, França e África do Sul. Em 1975, viajou para a Itália e gravou um álbum com Vittorio De Scalzi, líder do grupo New Trolls.

## Carreira internacional
Em 1979, quebrou o recorde como produtor e compositor lançando disco A'MBAR primeiro em que a voz era o María Conchita Alonso. Com essa produção atinge n Rudy La Scala ³ Ã © o sucesso nacional e internacional com a canção "LOVE MANIAC". Naquele mesmo ano, seguido ³ ± o Ã © conquistando sucessos com canções "IT'S TIME TO DANCE" Temas em Inglês © s. Correndo em que o ± anos conseguiu seu primeiro disco de ouro. Em 1980 produziu o A'MBAR segundo álbum "The Witch" e por sua vez terminado de gravar e produzir o LP STELLA "QUÉ NOTA" que foi suficiente irradiada em 1981.
Em 1982, uma produção realizada ³ n próprias, com um grupo famoso, o xamã, que eram da responsabilidade do Menudo e havia um filme feito em MÃ ³ xico © chamado "Canta Chamo. Em 1983, ele produziu e compôs um álbum do cantor ARTURO VASQUEZ
Em 1985 ³ impacto novamente como cantor com a canção "My Life você triste", música que será lembrado para sempre como abrir e fechar a música clássica e uma telenovela nica º que bateu ³ recorde nacional e internacionalmente em sintonÃa, "Cristal (telenovela).
Em 1986, enquanto a colheita de sucesso como cantor, ele produziu e escreveu o álbum para o artista que ainda hoje detém o recorde de álbum mais vendido na história da Venezuela, Karina. Em 1987 foi merecedor de prêmios enormes para um desempenho de destaque no mundo da música, incluindo o prêmio de Melhor Compositor do Ano por sua canção "Eu sei como machucar (SÉ COMO DUELE)."
Em 1988, ele encomendou o renascimento de Guillermo DAVILA a compor e produzir a famosa canção "SIN PENSARLO DOS VECES" foi um tema controverso, de modo que todos os canais de programas de TV feitos por psicólogos e sociólogos para discutir e comentar o conteúdo da carta. Nesse mesmo ano, conseguiu novamente chamar a atenção com o lançamento, pela primeira vez, Kiara a compor e produzir a música "BELL (QUÉ BELLO)" outro tema controverso erótico.
Em 1989, novamente batendo com Guillermo DAVILA "Mamita abrir a porta", e nesse mesmo ano Rudy La Scala retomou a primeira lista de muitos mercados internacionais, especialmente nos EUA, com o tema "O amor é como uma flor (EL CARIÑO ES COMO UNA FLOR)" enquanto William e Kiara "MINA DE OURO"
Rudy foi o produtor, arranjador e compositor de temas de cantores e artistas como Ruddy Rodríguez, VASQUEZ ARTURO (México) PROJECTO M (famoso ex-membros do Menudo) Carlos Mata, agrupando as crianças Nifu nifA, GERARDO MORI (famoso artista Equador) LA GATA MARTINEZ HERMINIA e muitos mais. Rudy No novo milênio começou a apoiar os jovens talentos a compor e produzir um grupo chamado AXIES. E no início do milênio (2003), ele voltou aos palcos com turnê pelo mundo inteiro realizando na América Latina Estados Unidos e Europa. Por outro lado, compôs canções mais do que ninguém na Venezuela para novelas e tem escrito músicas tema para produtos comerciais, como a caneta "Paper Mate", "Korn Flakes " perfumes "cachet " calça LEE, maionese "KRAFT", "Banco Exterior "e fez todo o marketing estratégico da imagem ea música de roupas" KE ". Assim como o produtor tem total estratégias políticas e campanhas.

## Hoje
Desde 2008, Rudy La Scala é dedicado a passeios de execução musical ao redor do mundo, incluindo muitos países em que ele tem cantado é o Equador, Chile, Bolívia, Peru, Colômbia, México, Brasil, Porto Rico, EUA e Itália para citar alguns. Como tem sido dedicada exclusivamente ao desempenho das produções de campanhas publicitárias e da política mundial, e vem trabalhando na indústria da música.

## Discografia
- Singles (1970) Polydor Records
- Woman (1973) Polydor Records
- Mi alma es tropical (1975) Polydor Records
- La Muerte de Lola (1975) Polydor Records
- Vinto (1977) Magma
- It's time to dance (1979) Polydor Records
- Vete al infierno (1982) Cosmos Records
- Volvamos a vivir (1985) Sonográfica
- Como quisiera (1988) Sonográfica
- Cuando yo amo (1990) Sonográfica
- Por qué será (1991) Sonográfica
- Sentimientos (1996) Discos Musart
- Cuerpo y alma (1997) Discos Musart
- Ofrenda de amor a Venezuela (2007) Sonográfica

## Inthe externa
- http://www.rudylascala.com/ Em falta ou vazio |título= (ajuda)
- http://www.rudylascala.netau.net/ Em falta ou vazio |título= (ajuda)
- http://www.musica.com/letras.asp?info=9163&biografia=17689&idf=5/ Em falta ou vazio |título= (ajuda)
- http://www.rudylascala.com/datos.php?data_id=10/ Em falta ou vazio |título= (ajuda)
- http://www.rudylascala.com/rudylascala.php?pagename=albums/ Em falta ou vazio |título= (ajuda)